# Protoceratidae

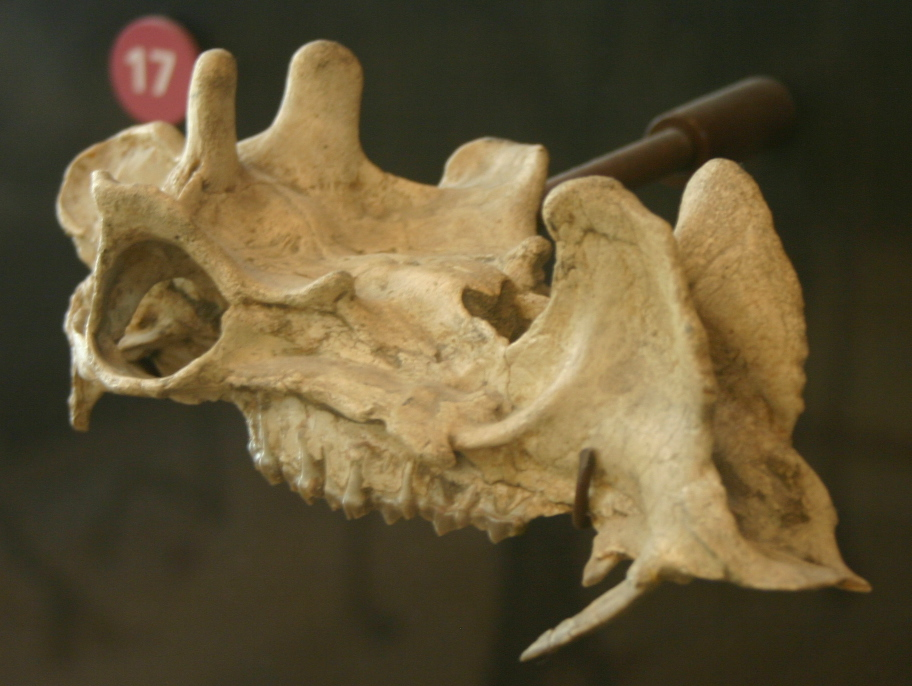
Schädel von Protoceras

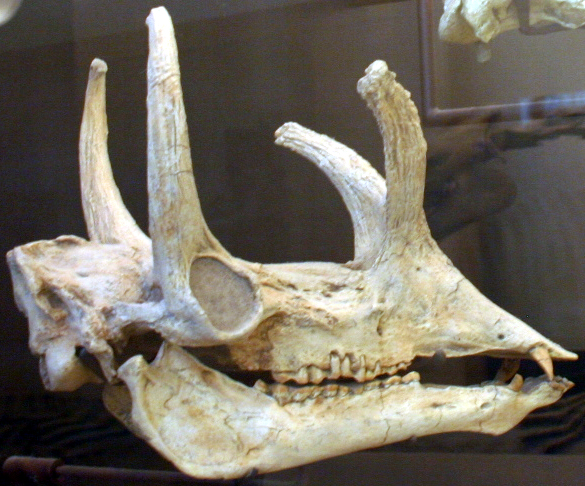
Schädel von Syndyoceras

Die Protoceratidae sind eine ausgestorbene Gruppe von Paarhufern, die vom mittleren Eozän bis zum frühen Pliozän in Nordamerika lebten. Sie waren nie besonders artenreich oder zahlreich.

## Merkmale
Ihr auffälligstes Merkmal sind knöcherne Hörner, die die Männchen über den Orbita und hinter den Nasenlöchern trugen. Bei späteren Protoceratiden war das Nasenhorn oft Y-förmig gegabelt, die paarigen hinteren Hörner gebogen. Die Zähne der Tiere hatten niedrige Kronen, ihre oberen Molaren waren viel breiter als lang. Männliche Tiere hatten lange Eckzähne, die durch ein Diastema von den Backenzähnen getrennt waren. Die Beine der Protoceratiden waren relativ kurz und unspezialisiert. Elle und Speiche waren nur bei den fortgeschrittenen Synthetocertini zusammengewachsen. Die zweite und die fünfte Zehe waren kaum zurückgebildet. Diese Merkmale lassen darauf schließen, dass die Tiere keine schnellen Läufer waren und vielleicht in dicht bewaldeten oder sumpfigen Gebieten lebten, wo eine schnelle Fluchtgeschwindigkeit nicht so wichtig war.

## Äußere Systematik
Als Schwestergruppe und nächste rezenten Verwandte der Protoceratidae gelten nach verschiedenen phylogenetischen Analysen entweder die Wiederkäuer (Ruminantia) oder die Kamele (Camelidae). Die Morphologie der Tiere und stratigraphische Daten sprechen eher für eine Verwandtschaft mit den Kamelen.

## Innere Systematik
Heute werden 13 Gattungen anerkannt. Seit 1998 ist keine neue Gattung beschrieben worden.
- Basale Protoceratidae (früher als Unterfamilie Leptotragulinae klassifiziert)
  - Leptotragulus, Eozän
  - Leptoreodon, Eozän
  - Poabromylus, Eozän
  - Toromeryx, Eozän
  - Heteromeryx, Eozän
  - Pseudoprotoceras, Oligozän
- Unterfamilie Protoceratinae
  - Protoceras, Oligozän
  - Paratoceras, Oligozän
- Unterfamilie Synthetoceratinae
  - Tribus Kyptocertini
    - Syndyoceras, frühes Miozän
    - Kyptoceras, Miozän, frühstes Pliozän

  - Tribus Synthetocertini
    - Lanbdoceras, frühes Miozän
    - Prosynthetoceras, frühes Miozän
    - Synthetoceras, Miozän